# Temporada 1948-49 de los Rochester Royals
La Temporada 1948-49 fue la primera de los Rochester Royals en la BAA, tras haber jugado previamente tres años en la NBL. La temporada regular acabó con 45 victorias y 15 derrotas, ocupando el primer puesto de la División Oeste, clasificándose para los playoffs en los que cayeron eliminados en las finales de división ante los Minneapolis Lakers.

## Temporada regular
| # | División Oeste       | División Oeste | División Oeste | División Oeste | División Oeste |
| # | Equipo               | G              | P              | %              | PD             |
| - | -------------------- | -------------- | -------------- | -------------- | -------------- |
| 1 | x-Rochester Royals   | 45             | 15             | .750           | –              |
| 2 | x-Minneapolis Lakers | 44             | 16             | .733           | 1              |
| 3 | x-Chicago Stags      | 38             | 22             | .633           | 7              |
| 4 | x-St. Louis Bombers  | 29             | 31             | .483           | 16             |
| 5 | Fort Wayne Pistons   | 22             | 38             | .367           | 23             |
| 6 | Indianapolis Jets    | 18             | 42             | .300           | 27             |

## Playoffs

### Semifinales de división
Rochester Royals - St. Louis Bombers
| Fecha       | Partido                                   | Ciudad    |
| ----------- | ----------------------------------------- | --------- |
| 22 de marzo | St. Louis Bombers 64, Rochester Royals 93 | Rochester |
| 23 de marzo | Rochester Royals 66, St. Louis Bombers 64 | St. Louis |
|             | Rochester gana las series 2-0             |           |

### Finales de división
Rochester Royals - Minneapolis Lakers
| Fecha       | Partido                                    | Ciudad    |
| ----------- | ------------------------------------------ | --------- |
| 27 de marzo | Minneapolis Lakers 80, Rochester Royals 79 | Rochester |
| 29 de marzo | Rochester Royals 55, Minneapolis Lakers 67 | St. Paul  |
|             | Minneapolis gana las series 2-0            |           |

## Estadísticas
| Rk | Jugador        | Edad | P  | PT | MP | TC  | TCI  | %TC  | 3P | 3PI | %3P | TL  | TLI | %TL  | RO | RD | RT | AS  | RB | TAP | BP | FP  | PTS  |
| 1  | Arnie Risen    | 24   | 60 |    |    | 5.8 | 13.6 | .423 |    |     |     | 5.1 | 7.7 | .660 |    |    |    | 1.7 |    |     |    | 3.6 | 16.6 |
| 2  | Bob Davies     | 29   | 60 |    |    | 5.3 | 14.5 | .364 |    |     |     | 4.5 | 5.8 | .776 |    |    |    | 5.4 |    |     |    | 3.3 | 15.1 |
| 3  | Bobby Wanzer   | 27   | 60 |    |    | 3.4 | 8.9  | .379 |    |     |     | 3.5 | 4.2 | .823 |    |    |    | 3.1 |    |     |    | 2.2 | 10.2 |
| 4  | Red Holzman    | 28   | 60 |    |    | 3.8 | 11.5 | .326 |    |     |     | 1.6 | 2.6 | .611 |    |    |    | 2.5 |    |     |    | 1.6 | 9.1  |
| 5  | Arnie Johnson  | 28   | 60 |    |    | 2.6 | 6.3  | .416 |    |     |     | 3.3 | 4.7 | .701 |    |    |    | 1.3 |    |     |    | 4.1 | 8.5  |
| 6  | Andy Duncan    | 26   | 55 |    |    | 2.9 | 7.1  | .414 |    |     |     | 1.5 | 2.5 | .615 |    |    |    | 0.9 |    |     |    | 3.3 | 7.4  |
| 7  | Bill Calhoun   | 21   | 56 |    |    | 2.6 | 7.3  | .358 |    |     |     | 1.3 | 2.3 | .573 |    |    |    | 2.2 |    |     |    | 1.7 | 6.6  |
| 8  | Mike Novak     | 33   | 60 |    |    | 2.1 | 6.1  | .342 |    |     |     | 1.2 | 2.1 | .581 |    |    |    | 1.9 |    |     |    | 3.1 | 5.3  |
| 9  | Fran Curran    | 23   | 57 |    |    | 1.1 | 2.9  | .363 |    |     |     | 1.5 | 2.2 | .675 |    |    |    | 1.4 |    |     |    | 2.1 | 3.6  |
| 10 | Andrew Levane  | 28   | 36 |    |    | 1.5 | 5.4  | .285 |    |     |     | 0.4 | 0.6 | .619 |    |    |    | 1.1 |    |     |    | 1.0 | 3.4  |
| 11 | Lionel Malamed | 24   | 9  |    |    | 1.3 | 3.4  | .387 |    |     |     | 0.7 | 0.9 | .750 |    |    |    | 0.7 |    |     |    | 1.0 | 3.3  |
| 12 | Bob Fitzgerald | 25   | 18 |    |    | 0.3 | 1.6  | .207 |    |     |     | 0.4 | 0.6 | .700 |    |    |    | 0.7 |    |     |    | 1.4 | 1.1  |

## Galardones y récords
| Jugador     | Galardón                    |
| Bob Davies  | Mejor quinteto de la BAA    |
| Arnie Risen | 2º Mejor quinteto de la BAA |